# Szo (jezioro)
Szo (biał. Шо, woziera Szo) – jezioro na Białorusi, w rejonie głębockim obwodu witebskiego, w dorzeczu wypływającej z niego rzeki Szoszy, 32 km na wschód od miasta Głębokie.
Stoki niecki jeziora mają wysokość 2–4 m, są piaszczyste, porośnięte lasem, częściowo rozorane, na północy i południu zabagnione. Brzegi niskie, piaszczysto-torfowe, zabagnione, pokryte lasem i krzewami. Dno sapropeliste, wzdłuż brzegów do gł. 0,5–1 m piaszczyste. Zarasta na całej powierzchni. Wpadają do niego strumienie z jezior: Długiego i Icieni.